# Tiro
|  | Per a altres significats, vegeu «Tiro (soldat)». |

|  | No s'ha de confondre amb Tiró. |

Tiro (en grec antic: Τυρώ), d'acord amb la mitologia grega, va ser una filla de Salmoneu i d'Alcídice. Es va educar a casa del seu oncle Creteu. Allà s'enamorà del déu fluvial Enipeu, i sovint anava a la seva riba plorant per la seva passió. El déu Posidó sortí un dia de l'aigua i suplantà Enipeu per unir-se a ella. Tiro va donar a llum en secret dos bessons, els herois Neleu i Pèlias. Tiro era objecte dels maltractaments de Sidero, la seva madrastra, i quan els seus fills es van fer grans, la van alliberar i van matar Sidero. Tiro es va casar amb Creteu i li va donar tres fills, Èson, Feres i Amitàon.
Tiro apareix en una altra llegenda transmesa per un relat mutilat d'Higí. Sísif i Salmoneu eren germans, però s'odiaven profundament. L'oracle va comunicar a Sísif que només es podria venjar del seu germà si tenia un fill amb la seva neboda Tiro. Es va unir amb la noia i va tenir dos bessons, que Tiro va matar quan es va assabentar del que havien de fer. La història s'interromp i no es coneix com va actuar Sísif. Només se sap que va ser castigat al Tàrtar pel seu incest.